# Yūichirō Hata
Pour les articles homonymes, voir Hata.
Yūichirō Hata (羽田 雄一郎, Hata Yūichirō), né le 29 juillet 1967 dans l'arrondissement spécial de Setagaya à Tokyo et mort le 27 décembre 2020, est un homme politique japonais.

## Biographie
Il est le premier parlementaire japonais mort de la Pandémie de Covid-19.